# Santo Estêvão (Benavente)
Santo Estêvão is een plaats (freguesia) in de Portugese gemeente Benavente en telt 1 381 inwoners (2001).